# 增毛燈塔
增毛燈塔為日本北海道增毛郡增毛町所建之燈塔。建在JR增毛站反面之高台，從增毛港出來可以一望留萌灣。

## 歷史
- 1890年（明治23年）12月 - 初點燈
- 1949年（昭和24年） - 改建
- 1958年（昭和33年） - 無人化

## 燈塔結構與行政諸元

### 燈塔結構諸元
- 航路標識番號：0566。
- 塔身塗色・構造：塔身在白色基質上塗1條赤横帯，塔構造為四角型水泥混凝土造。
- 燈器：
- 燈質：單閃白赤互光（毎16秒內，白1閃光、赤1閃光）。
- 實効光度：（白18萬cd、赤7.5萬cd）。
- 光程：21浬（約38.89km）。
- 明弧：
- 塔高（地上～塔頂）：約13m。
- 燈高（平均海面～燈火）：約46m。
- 燈塔座標：北緯43度51分18秒、東經141度31分39秒。

### 燈塔行政諸元
- 管轄機關：日本海上保安廳第1管區海上保安本部。
- 初點燈：1890年（明治23年）。
- 所在地：北海道增毛郡增毛町辯天町5丁目。

## 關連項目
- 燈塔
- 日本燈塔50選

## 外部連結
- （日語）留萌海上保安部 （页面存档备份，存于）
- （日語）第一管区海上保安本部 Japan 1st Regional Coast Guard Headquarters （页面存档备份，存于）
- （日語）稚内灯台、金毘羅岬灯台、苫前埼灯台、留萌灯台、増毛灯台、幌灯台[永久]
- （日語）留萌港の灯台・標識の変遷
- （日語）灯台用語集Ｆ （页面存档备份，存于）